# 의사소몽 채기중 순국기념비
의사소몽 채기중 순국기념비는 대한민국 대구광역시 북구 검단동에 있다.

## 개요
소몽 채기중선생이 국권을 잃은 조국의 독립을 위해 평생을 바친 업적을 기리기 위해 1976년9월에 인천채씨 종중에서 건립하였다.